# Vaxy
Vaxy est une commune française située dans le département de la Moselle en région Grand Est.

## Géographie

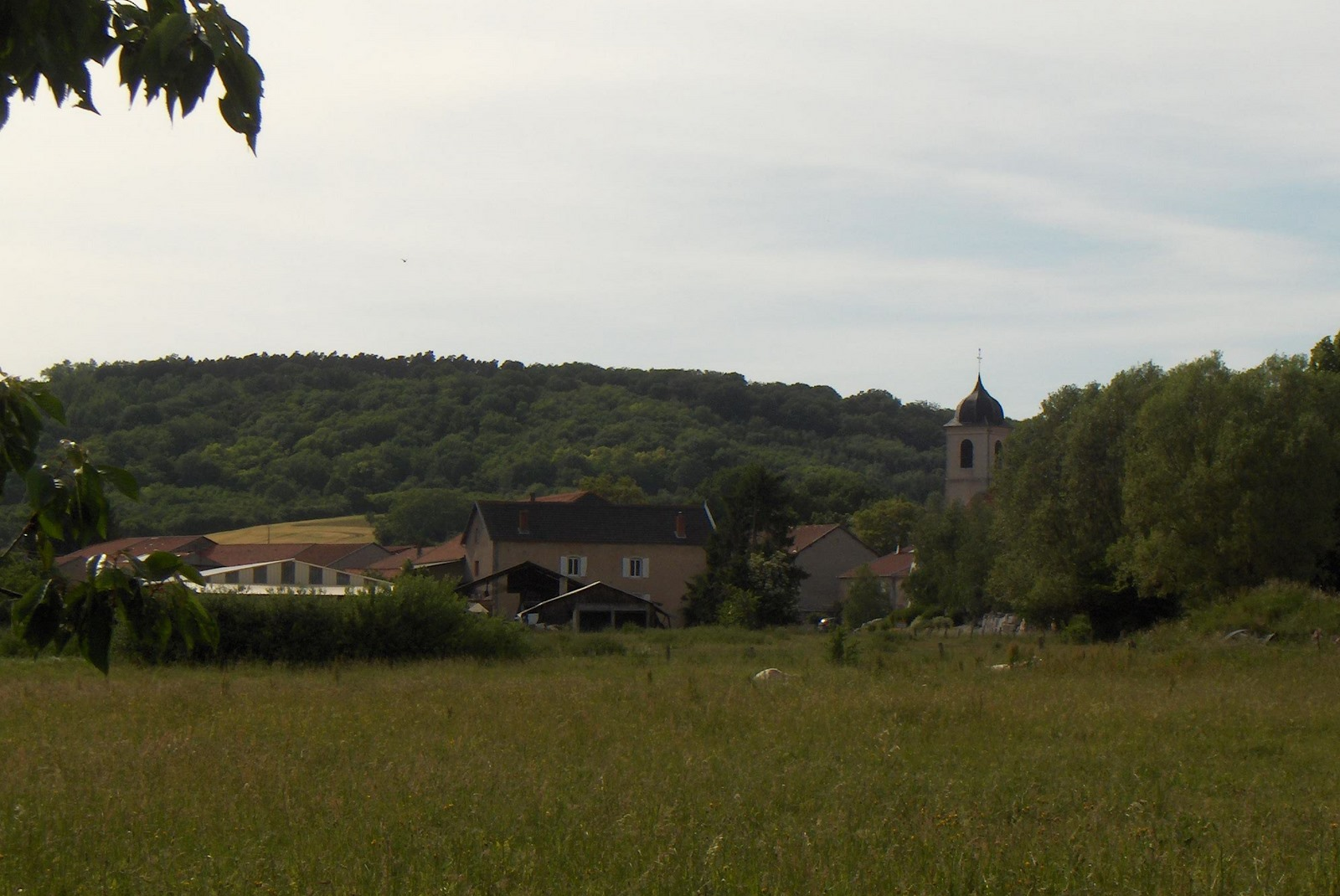
Vue générale.

### Communes limitrophes
| Fonteny    |      | Vannecourt |
|            | Vaxy |            |
| Gerbécourt |      | Puttigny   |

### Hydrographie
La commune est située dans le bassin versant du Rhin au sein du bassin Rhin-Meuse. Elle est drainée par la Petite Seille, le ruisseau de Champre, le ruisseau de l'Etang, le ruisseau de Longpre, le ruisseau de St-Denis et le ruisseau du Paquis.
La Petite Seille, d'une longueur totale de 25,5 km, prend sa source dans la commune de Racrange et se jette  dans la Seille à Salonnes, après avoir traversé 15 communes.

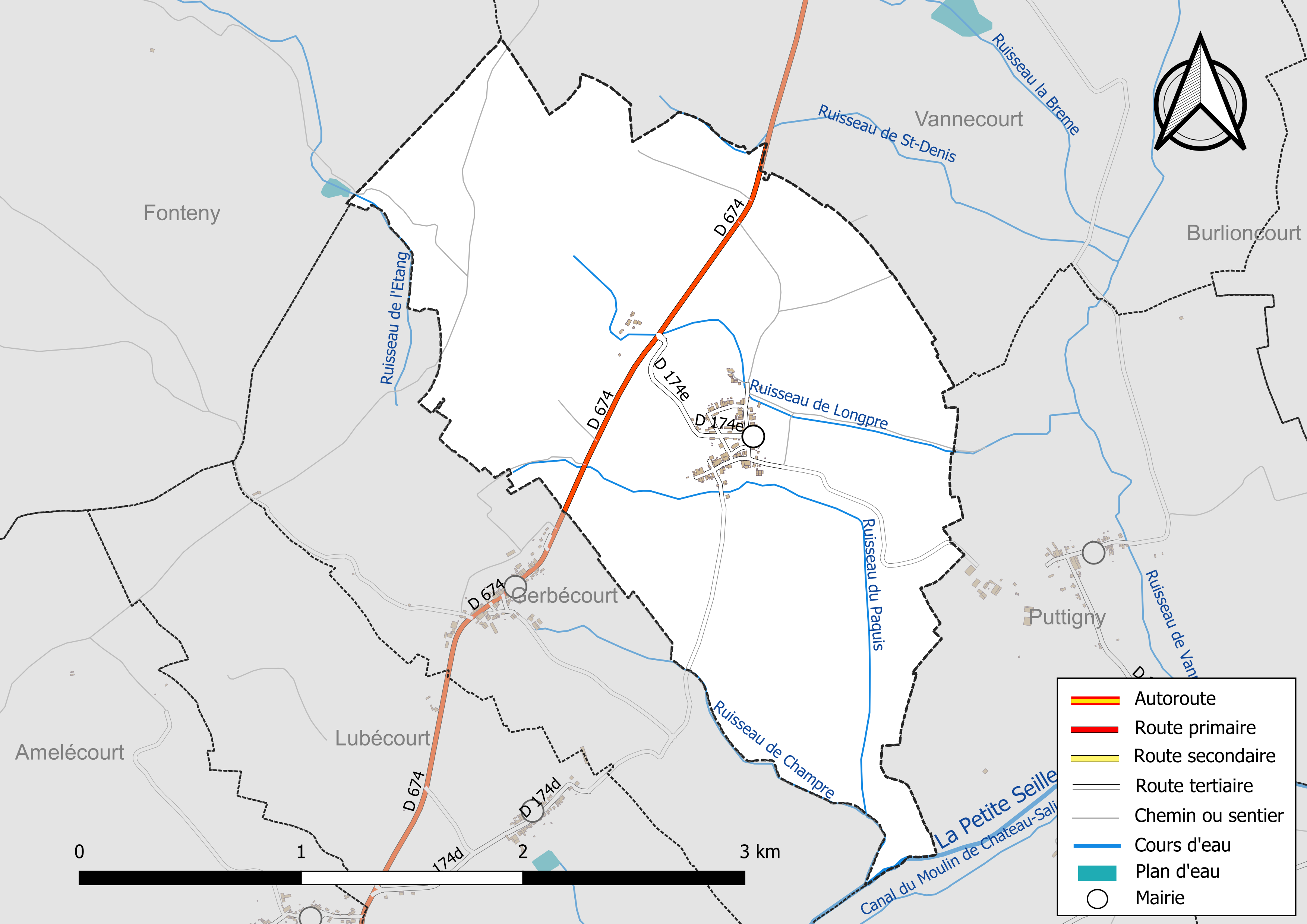
Réseaux hydrographique et routier de Vaxy.

La qualité des eaux des principaux cours d’eau de la commune, notamment de la Petite Seille, peut être consultée sur un site spécial géré par les agences de l’eau et l’Agence française pour la biodiversité.

### Climat
Pour des articles plus généraux, voir Climat du Grand Est et Climat de la Moselle.
En 2010, le climat de la commune est de type climat océanique dégradé des plaines du Centre et du Nord, selon une étude du Centre national de la recherche scientifique s'appuyant sur une série de données couvrant la période 1971-2000. En 2020, Météo-France publie une typologie des climats de la France métropolitaine dans laquelle la commune est exposée à un climat semi-continental et est dans la région climatique  Lorraine, plateau de Langres, Morvan, caractérisée par un hiver rude (1,5 °C), des vents modérés et des brouillards fréquents en automne et hiver. 
Pour la période 1971-2000, la température annuelle moyenne est de 9,8 °C, avec une amplitude thermique annuelle de 16,9 °C. Le cumul annuel moyen de précipitations est de 772 mm, avec 11,6 jours de précipitations en janvier et 9,1 jours en juillet. Pour la période 1991-2020, la température moyenne annuelle observée sur la station météorologique de Météo-France la plus proche, « Lesse_sapc », sur la commune de Lesse à 12 km à vol d'oiseau, est de 10,7 °C et le cumul annuel moyen de précipitations est de 694,0 mm. 
La température maximale relevée sur cette station est de 40 °C, atteinte le 25 juillet 2019 ; la température minimale est de −20,7 °C, atteinte le 20 décembre 2009,,. 
Les paramètres climatiques de la commune ont été estimés pour le milieu du siècle (2041-2070) selon différents scénarios d'émission de gaz à effet de serre à partir des nouvelles projections climatiques de référence DRIAS-2020. Ils sont consultables sur un site spécial publié par Météo-France en novembre 2022.

## Urbanisme

### Typologie
Au 1er janvier 2024, Vaxy est catégorisée commune rurale à habitat dispersé, selon la nouvelle grille communale de densité à sept niveaux définie par l'Insee en 2022.
Elle est située hors unité urbaine et hors attraction des villes,.

### Occupation des sols
L'occupation des sols de la commune, telle qu'elle ressort de la base de données européenne d’occupation biophysique des sols Corine Land Cover (CLC), est marquée par l'importance des territoires agricoles (78,3 % en 2018), en augmentation par rapport à 1990 (76,7 %). La répartition détaillée en 2018 est la suivante : 
terres arables (33 %), prairies (27,2 %), forêts (21,7 %), zones agricoles hétérogènes (18,1 %). L'évolution de l’occupation des sols de la commune et de ses infrastructures peut être observée sur les différentes représentations cartographiques du territoire : la carte de Cassini (XVIIIe siècle), la carte d'état-major (1820-1866) et les cartes ou photos aériennes de l'IGN pour la période actuelle (1950 à aujourd'hui).

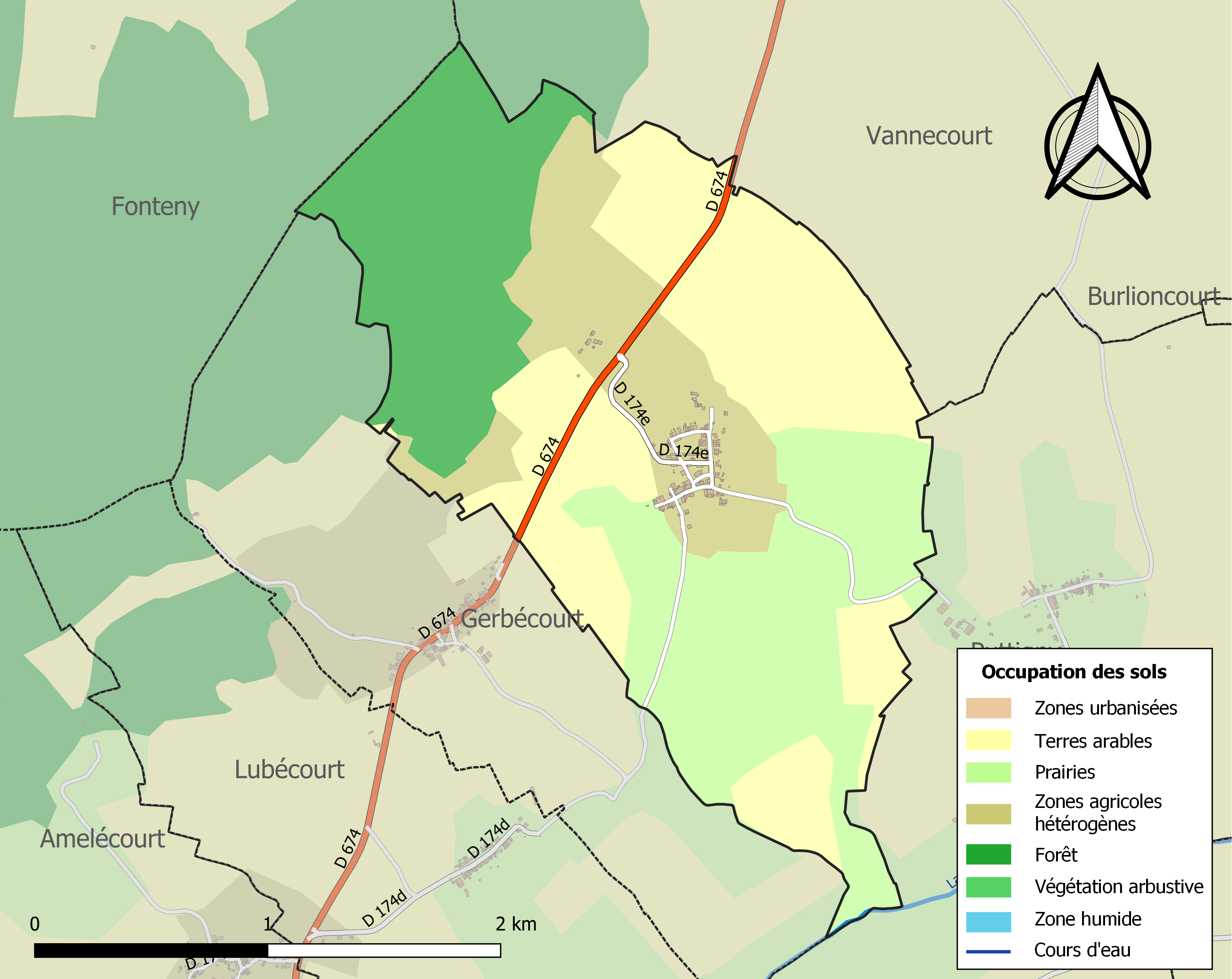
Carte des infrastructures et de l'occupation des sols de la commune en 2018 (CLC).

## Toponymie
- D'un nom de personne germanique Watso[14]/Vasto[15] + -iacum[14] ou -ing.

Vastingas (775), Wassei (1200), Vaxei (1277), Waxei (1288), Vaixei/Waixei (1299), Vexi (1289), Waxy (1303), Waixel (1430), Wechsinger dail (1469), Wechsingen (1469), Waixey (1477), Waxelz (1505), Wessingen (1528), Vassy (1608), Vaxy (1793), Wastingen (1915-1918), Wessingen (1940-1944).

### Val-de-Vaxy
Val-de-Vaxi (1277), Val-de-Vexi (1289), Vaul-de-Waixel (1420), Val-de-Waixey (1477), Val-de-Waxelz (1505), Le Vaulx-de-Waxey (1566), Val-de-Vassy (1608).

## Histoire
- Domaine de l'abbaye de Gorze.
- Siège du Val de Vaxy, petit territoire dont le village de Vaxy était le chef-lieu et comprenait : Château-Voué, Gerbécourt, Lubécourt, Puttigny et Vaxy.
- Les seigneurs voués de l'abbaye étaient les ducs de Bar qui sous-louèrent leurs droits aux comtes de Salm, et de Vaudémont.
- Unie à la France en 1661.

## Politique et administration
| Période                                  | Période   | Identité         | Étiquette | Qualité |
| ---------------------------------------- | --------- | ---------------- | --------- | ------- |
| mars 1995                                | mars 2001 | Pierre Lefevre   |           |         |
| mars 2001                                | En cours  | Claude Lallement |           |         |
| Les données manquantes sont à compléter. |           |                  |           |         |

## Démographie
L'évolution du nombre d'habitants est connue à travers les recensements de la population effectués dans la commune depuis 1793. Pour les communes de moins de 10 000 habitants, une enquête de recensement portant sur toute la population est réalisée tous les cinq ans, les populations de référence des années intermédiaires étant quant à elles estimées par interpolation ou extrapolation. Pour la commune, le premier recensement exhaustif entrant dans le cadre du nouveau dispositif a été réalisé en 2007.

En 2022, la commune comptait 169 habitants, en évolution de +9,03 % par rapport à 2016 (Moselle : +0,52 %, France hors Mayotte : +2,11 %).
| 1793 | 1800 | 1806 | 1821 | 1831 | 1836 | 1841 | 1846 | 1851 |
| ---- | ---- | ---- | ---- | ---- | ---- | ---- | ---- | ---- |
| 402  | 376  | 414  | 418  | 436  | 449  | 459  | 451  | 466  |

| 1856 | 1861 | 1871 | 1875 | 1880 | 1885 | 1890 | 1895 | 1900 |
| ---- | ---- | ---- | ---- | ---- | ---- | ---- | ---- | ---- |
| 415  | 412  | 391  | 347  | 350  | 360  | 332  | 309  | 315  |

| 1905 | 1910 | 1921 | 1926 | 1931 | 1936 | 1946 | 1954 | 1962 |
| ---- | ---- | ---- | ---- | ---- | ---- | ---- | ---- | ---- |
| 299  | 309  | 234  | 211  | 182  | 204  | 155  | 143  | 162  |

| 1968 | 1975 | 1982 | 1990 | 1999 | 2006 | 2007 | 2012 | 2017 |
| ---- | ---- | ---- | ---- | ---- | ---- | ---- | ---- | ---- |
| 137  | 127  | 127  | 151  | 134  | 149  | 151  | 136  | 166  |

| 2022 | - | - | - | - | - | - | - | - |
| ---- | - | - | - | - | - | - | - | - |
| 169  | - | - | - | - | - | - | - | - |

## Culture locale et patrimoine

### Lieux et monuments
- Vestiges gallo-romains : fragments de tuiles, débris de moellons.
- L'église de Domèvre, délabrée, fut remplacée par l'église Saint-Epvre de Vaxy en 1739.

Les habitants de Vaxy avaient promis de construire un grotte dédiée à la Vierge s'ils avaient la chance de retourner dans leur village après la Seconde Guerre mondiale. Dans les années 1960, ils purent enfin tenir leur promesse et construire une grotte représentant l'apparition de la Vierge à Lourdes.

### Personnalités liées à la commune
- Roger Foret (1870 † 1943), maire de Metz de 1911 à 1918.

### Héraldique
| Blason de Vaxy | Blason  | D'azur au saint Gorgon à cheval armé de pied en cap, terrassé d'or, accompagné en chef de deux hures de sanglier, affrontées d'or défendues d'argent |
| Blason de Vaxy | Détails | Le statut officiel du blason reste à déterminer. |